# Лессак-Северак-л'Егліз
Лессак-Северак-л'Егліз (фр. Laissac-Sévérac l'Église) — муніципалітет у Франції, у регіоні Окситанія, департамент Аверон. Лессак-Северак-л'Егліз утворено 1 січня 2016 року шляхом злиття муніципалітетів Лессак i Северак-л'Егліз. Адміністративним центром муніципалітету є Лессак. Населення — 2155 осіб (01.01.2021).